# رونالد دومینیک
رونالد دومینیک (به انگلیسی: Ronald Dominique) یکی از قاتلان زنجیره ای ایالات متحده آمریکا است. او محکوم به تجاوز و قتل بیش از ۲۳ مرد است.

## قتل‌ها
اغلب قربانیان مورد علاقه رونالد دومینیک، پسران و مردان همجنسگرا بوده‌است. هر چند در بین قربانیانش، مردانی دیده شده‌اند که هیچ گونه گرایش همجنسگرایانه ای نداشته‌اند.

## دستگیری
به دنبال گزارش قتل مردی در سال ۲۰۰۶ میلادی، تحقیقات پلیس آغاز و در همین رابطه در تاریخ ۱ دسامبر ۲۰۰۶، رونالد دومینیک بازداشت شد.
وی پس از بازجویی‌ها مسئولیت قتل و تجاوز به ۲۳ مرد را در بازه زمانی ۱۰ ساله پذیرفت. در نهایت او به حبس ابد محکوم شده و در حال حاضر مشغول گذراندن دوره محکومیتش در زندانی در ایالت لوئیزیانا است.